# Черкасский, Владимир Александрович
Князь Влади́мир Алекса́ндрович Черка́сский (1824, Тульской губернии — 1878, Ешилькёй) — русский общественный деятель славянофильских и панславистских убеждений, активный участник крестьянской реформы, московский городской голова (1869—1871). Во время русско-турецкой войны заведовал гражданской частью в Болгарии.

## Биография

### Общественный деятель

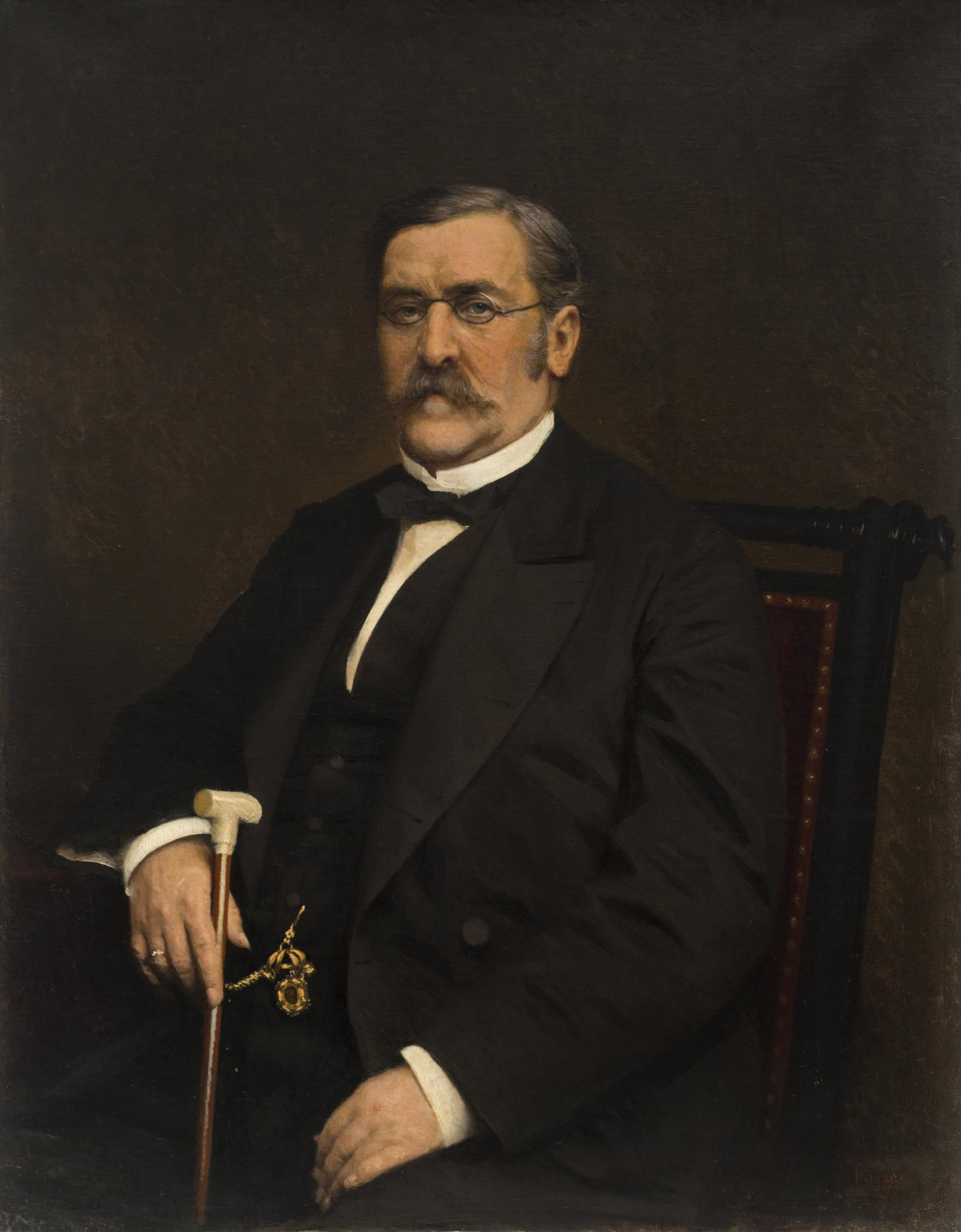
Портрет князя В. А. Черкасского работы И. Н. Крамского, 1879 г.)

Родился 2 (14) февраля 1824 года в Чернском уезде, Тульской губернии. Происходил из княжеского рода Черкасских — потомок князя Александра Андреевича. Сын статского советника князя Александра Александровича Черкасского (1779—1841) и его жены (с 30 июля 1813 года) Варвары Семёновны Окуневой (1786—14.12.1877) — выпускницы Смольного института благородных девиц (1806), сестры генерал-майора Г. С. Окунева.
В 1844 году окончил юридический факультет Московского университета. Учился вместе с К. Д. Ушинским; оба показали отличные успехи в обучении: средний балл Черкасского за 4 года был 5, Ушинского — 4 14/15. Во время учёбы находился под влиянием профессоров М. П. Погодина, О. М. Бодянского и Н. И. Крылова. Был удостоен серебряной медали за работу «Очерк истории сельского сословия в России»: изложив историю политического развития русской волости, указал на единственный, по его мнению, нормальный выход из крепостного состояния — «общинный политический быт волости, основанный на твёрдой поземельной собственности».
После окончания университета готовился к научной деятельности — собирал материалы для диссертации о «целовальниках», — но, живя в своём имении с. Пригори Венёвского уезда, увлёкся сельским хозяйством и крестьянским вопросом, для обсуждения которого организовал кружки помещиков. Составил проект освобождения крестьян от крепостной зависимости, в котором дал анализ «Положению об обязанных крестьянах» графа П. Д. Киселёва, осуждая безземельное освобождение (кроме дворовых и мастеровых). В своих имениях он провёл эксперимент — освобождение с выкупной ценой 60—100 руб. за душу с рассрочкой на 2—3 года, которое, однако, послужило поводом к сомнению в искренности его намерений.
Черкасский участвовал в деятельности образованного тульским губернатором Н. Н. Муравьёвым кружка помещиков по разработке проекта освобождения крестьян в собственных имениях.

### Славянофил
После женитьбы в 1850 году на Васильчиковой проводил зимы в Москве, где сблизился со славянофилами, участвовал в деятельности славянофильских кружков (1850—1851), подготовил статью «Юрьев день» для второго тома «Московского сборника». Статья была признана цензурой «особенно вредной», кн. Черкасский подвергся ограничению в правах печатания и полицейскому надзору, снятым после воцарения Александра II. Со славянофилами был близок в практических вопросах, не разделяя религиозно-философских основ славянофильства.
Участвовал в редакции «Русской беседы», издал статьи «Обозрение политических событий в Европе за 1855 г.», «О сочинениях Монталамбера и Токвиля» и «Тройственный союз».

### Реформатор и миссионер
В начале 1857 года выступил с трудом «О лучших средствах к постепенному исходу из крепостного состояния», где сделал вывод, что реформа должна также выполнить задачу обеспечения рабочей силой промышленного и товарного сельскохозяйственного производства:

«правительство отнюдь не должно увлекаться односторонним воззрением на дело и страшиться отпущения на волю двух или трёх миллионов жителей без земли, так как крепостной труд, в своё время достаточный, недостаточен для быстро развивающегося общества, и современный ход русской промышленности, не только фабричной, но и земледельческой, настоятельно начинает требовать образования массы свободного труда, способного по зову нужд частных и общественных свободно передвигаться с места на место, как ясно доказала это и настоящая война»

В 1857 году был за границей, где фрейлиной баронессой Э. Ф. Раден был представлен великой княгине Елене Павловне, для которой написал две записки «О главных и существеннейших условиях успеха нового положения».

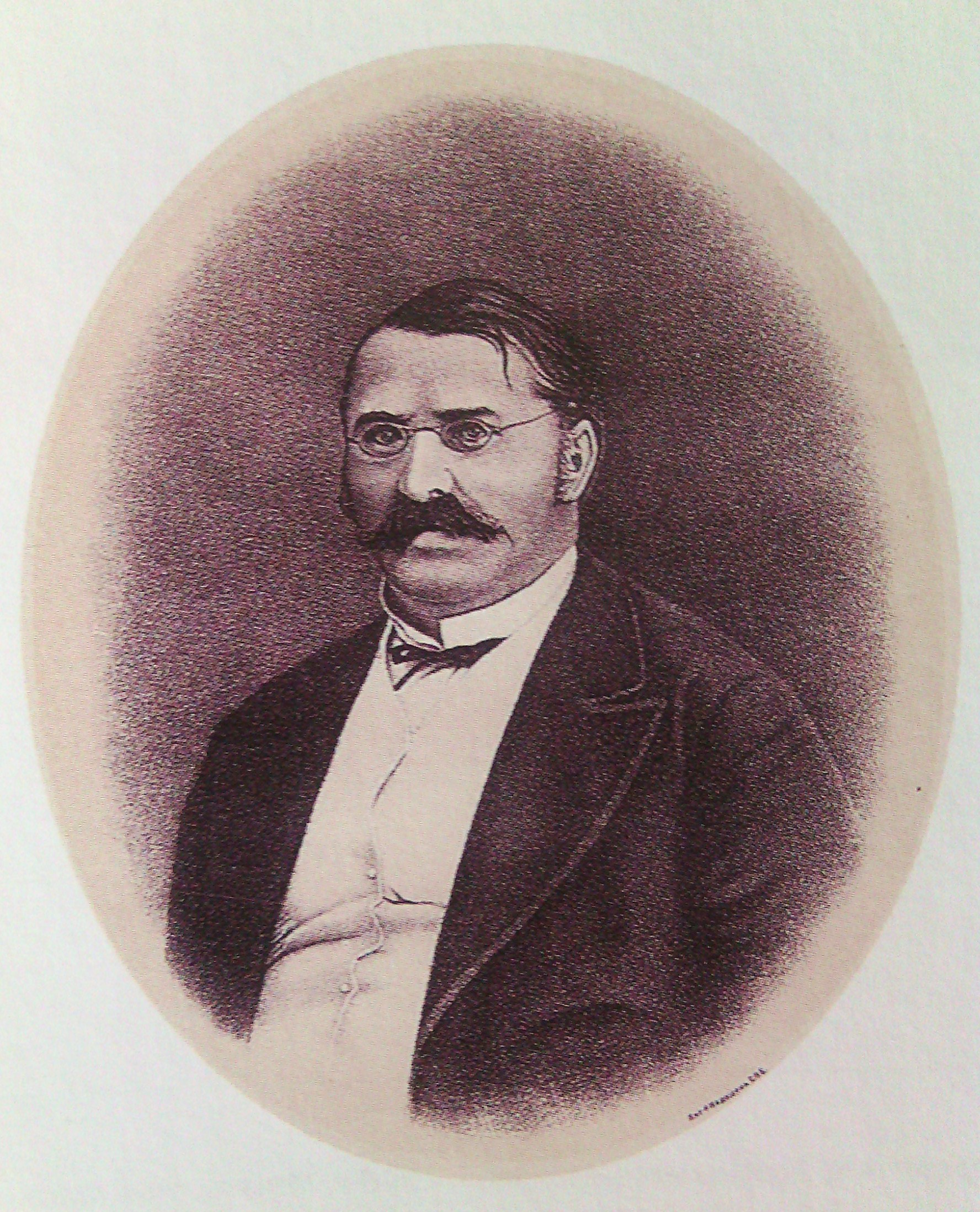
Князь Черкасский в 1860-е гг

С конца 1857 года активно участвовал в общественной деятельности по подготовке Крестьянской реформы. В тульском губернском комитете отстаивал вопрос наделения крестьян землёй, подвергся угрозе исключения из числа тульских дворян. Опубликовал статью «Некоторые черты будущего сельского управления», где выступал за предоставление дворянам преимущественного права местного наблюдения за интересами сельского сословия и местного суда над ним, право опеки и надзора, сохранение за помещиком права на телесное наказание крестьян (до 18 розог).
Как член-эксперт, входил в состав Редакционной комиссии для составления положений о крестьянах (1858—1860), где примыкал к Н. А. Милютину и Ю. Ф. Самарину. В 1861—1863 годах — мировой посредник в Венёвском уезде.
Помощник статс-секретаря Н. А. Милютина, главный директор правительственной комиссии внутренних дел в Царстве Польском (1864—1866), совместно с Н. А. Милютиным и Ю. Ф. Самариным проводил политику умиротворения после Польского восстания 1863 года, участвовал в разработке Положения от 19 февраля 1864 года, наделявшего землёй польских крестьян. При его непосредственном участии было принято законодательство в области образования и выработана новая политика в конфессиональной сфере.
С 15 сентября 1872 года по 27 мая 1876 года занимал должность Помощника председателя Православного Миссионерского Общества. Святой равноапостольный Николай Японский в своих Дневниках (1880) вспоминает о княгине Екатерине Алексеевне Черкасской, супруге «того самого Черкасского, который скончался в Сан-Стефано». Княгиня приняла деятельное участие в делах Японской миссии в Москве.
В. А. Черкасский — московский городской голова (4 апреля 1869 — 13 марта 1871), один из авторов Городской реформы 1870 года и Городового положения. По его инициативе московская дума, по случаю объявления самостоятельности действий России на Чёрном море (ограниченной Парижским трактатом) и введения всеобщей воинской повинности (1870), подала всеподданнейший адрес, расценённый министром императорского двора как составленный «в неуместной и неприличной форме»:

«Никто не стяжал таких прав на благодарность народа, как вы, государь, и никому не платит народ такой горячей привязанностью. От вас принял он дар и в вас же самих продолжает он видеть надежнейшего стража усвоенных им вольностей, ставших для него отныне хлебом насущным. От вас одних ожидает он завершения ваших благих начинаний и первее всего — простора мнению и печатному слову, без которого никнет дух народный и нет места искренности и правде в его отношениях к власти; свободы церковной, без которой недействительна и сама проповедь; наконец, свободы верующей совести — этого драгоценнейшего из сокровищ души человеческой. Государь, дела внешние и внутренние связуются неразрывно. Залог успеха в области внешней лежит в той силе народного самосознания и самоуважения, которую вносит государство во все отправления своей жизни. Только неуклонным служением началу народности укрепляется государственный организм, стягиваются с ним его окраины и создаётся то единство, которое было неизменным историческим заветом ваших и наших предков и постоянным знаменем Москвы от начала её существования».

### Деятельность в освобождённой Болгарии

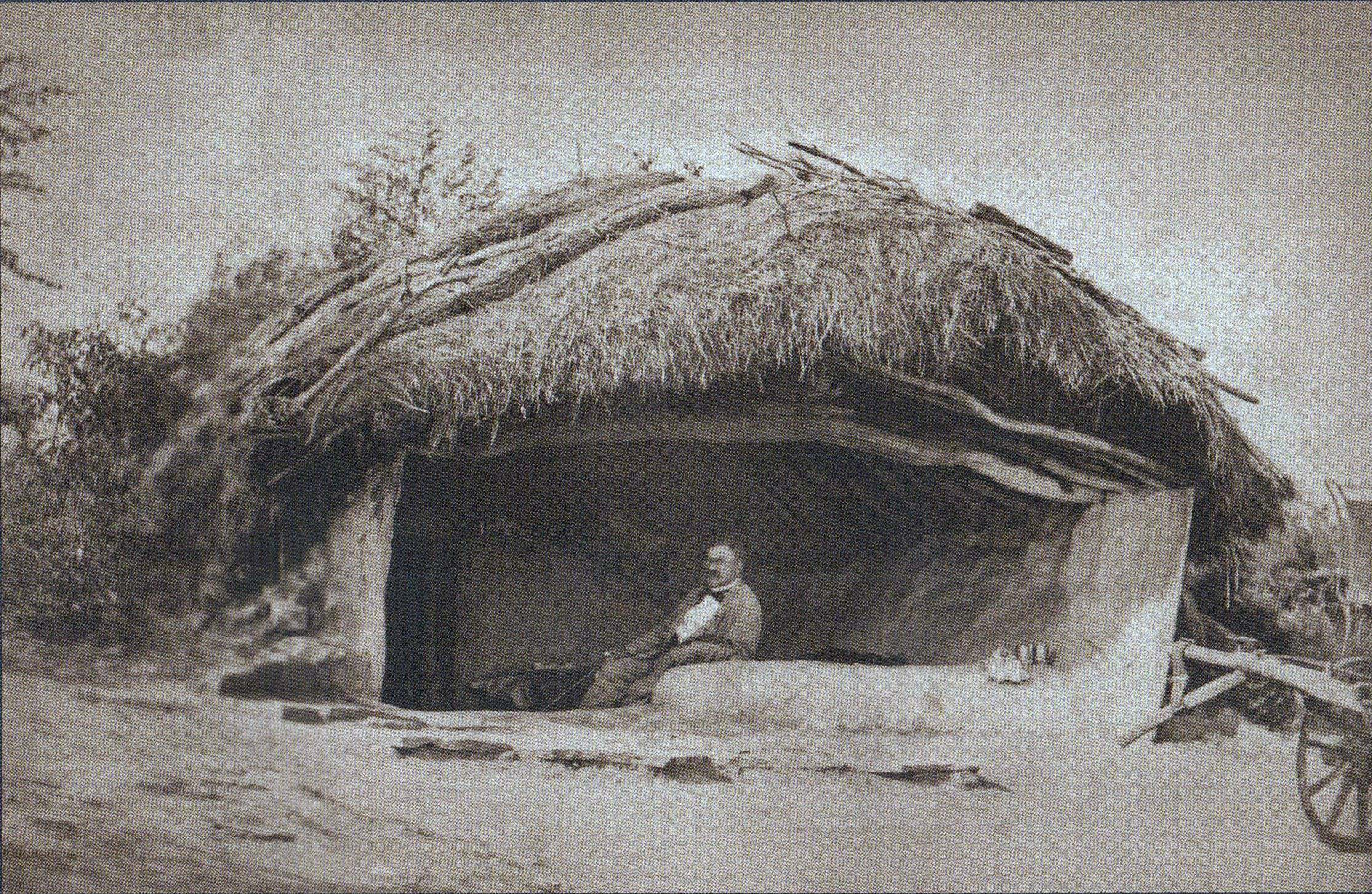
Князь В.Черкасский в штаб-квартире в Горной Студене, окт.1877 г.

После инцидента вышел в отставку. Несколько лет как частное лицо путешествовал по Европе. Во время русско-турецкой войны 1877—1878 годов был уполномоченным при действующей армии от центрального управления Общества Красного Креста. Его заслугой стала подготовка санитарных поездов, транспортных средств, перевозивших раненых. Лично распоряжался финансами Общества Красного Креста. Его распорядительность спасла сотни жизней солдат, оборонявших Шипкинский перевал и осаждавших Плевну. Однако С. П. Боткин в своих «Письмах из Болгарии» дает ему нелестную характеристику — «с одной стороны незнание дела, большое самолюбие с другой стороны». В это же время как заведующий гражданским управлением Болгарии занимался устройством гражданской администрации на оккупированной территории; вводил сельское, городское и земское самоуправление. Подготовленная им записка была одобрена Императором Александром II и легла в основу Конституции Болгарии 1879 года.
Скончался в день заключения Сан-Стефанского мирного договора — 19 февраля (3 марта) 1878 года. На смертном одре интересовался только одним — ходом переговоров Н. П. Игнатьева с турецкими представителями. Отпевали князя в Москве 15 марта в храме Малого Вознесения, что на Большой Никитской. Похоронен в Москве в Даниловском монастыре рядом с Н. В. Гоголем, А. С. Хомяковым и Ю. Ф. Самариным. Есть данные о том, что, когда разрушали кладбище в 1930-е, захоронение князя перенесли в Донской монастырь. И до наших дней напротив алтарной части большого Донского собора сохранился памятник ему — большой крест серого гранита, у подножия которого выгравировано «19 февраля».
Именем Владимира Александровича названо село Черкаски в Монтанской области Болгарии. В 2008 году при поддержке кмета села в Черкаски был открыт барельеф В. А. Черкассому. В музее городка Выршец(Вършеца) в его честь представлена небольшая экспозиция.

## Супружество

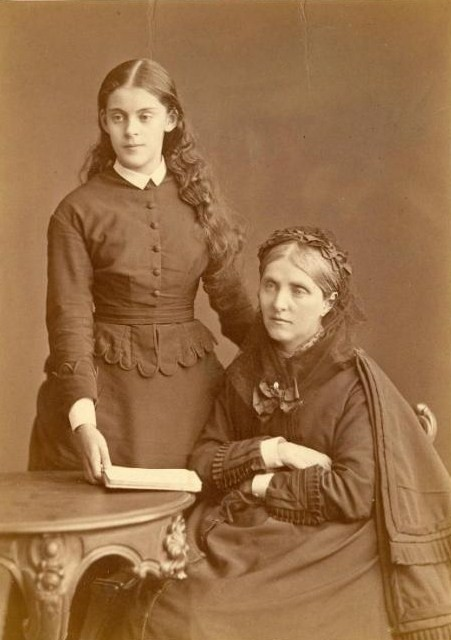
Княгиня Екатерина Алексеевна с племянницей Кити Барановой.

Жена (с 1850 года) — Екатерина Алексеевна Васильчикова (06.09.1825—19.11.1888), дочь сенатора А. В. Васильчикова, сестра историка А. А. Васильчикова. Родилась в Петербурге, крещена вместе с братом-близнецом 16 сентября 1825 года в церкви Зимнего дворца при восприемстве графа А. И. Рибопьера и тетки графини С. И. Соллогуб; фрейлина двора (1846). По отзыву современницы, имела прекрасную возвышенную натуру и поэтическое дарование, которое, к сожалению, не развивала. Брак её с Черкасским был заключен по любви. Но из-за его сдержанности и внешней холодности даже друзья Екатерины Алексеевны в первые годы их брака думали, что она не находит в нём отзыва и лишена семейного счастья. Тем не менее, не имея детей, до самой его смерти они жили душа в душу. В Москве небольшая квартира Черкасских была одним из самых приятных центров в столице. Больших приемов у них никогда не было, собирались в самом тесном кругу, за обедом или вечером. Б. Н. Чичерин вспоминал, что первое время он сам «мало сходился» с Екатериной Алексеевной: его отталкивало её довольно резкое славянофильское направление и некоторая сухость. В последнем он совершенно разубедился, когда узнал её ближе: «с необыкновенною чистотою и скромностью у неё соединялась удивительная сердечность».
Екатерина Черкасская была деятельной благотворительницей, в своем имении открыла школу и выписывала для больных акушерок и фельдшеров. Участвовала в деятельности московского Общества по распространению полезных книг. Овдовев, жила в семье сестры графини А. А. Барановой. Последние годы тяжело болела и едва двигалась. Скончалась в Ялте. Похоронена рядом с мужем в Москве в Даниловском монастыре. Оставила после себя дневник и книгу «Детские колыбельные песни и прибаутки, с литографиями и нотами; посвящено русским детям» (Изд. в Страсбурге, 1869, 1870).

## Память
В честь В. А. Черкасского названы:
- гора Черкасского (Берингово море, бухта Ткачен)[17];
- мыс Черкасского (Берингово море, бухта Ткачен, название мысу присвоено в 1881 году экипажем клипера «Стрелок»)[17].